# Muamer Zukorlić
Muamer Zukorlić (Orlje pokraj Tutina, 15. veljače 1970. − Novi Pazar, 6. studenog 2021.), bošnjački je teolog i političar, nekadašnji muftija Mešihata Islamske zajednice za Sandžak i Srbiju. Jedan je od osnivača Bošnjačke akademije znanosti i umjetnosti (BANU). Bio je kandidat za reis-ul-ulemu 2019. godine.

## Životopis
Muamer Zukorlić je rođen u mjestu Orlje pokraj Tutina. Osnovnu školu je završio u mjestu Ribariće, a zatim u Sarajevu Gazi Husrev-begovu medresu. U Konstantini u Alžiru je 1993. godine završio Islamsko sveučilište El-Emir Abdel-Kadir, odsjek šerijatsko pravo, u Konstantini u Alžiru, a zvanje magistra stekao na sveučilištu El-Džinan u Tripoliju u Lebanonu. Poslijediplomske studije završio je na Internacionalnom univerzitetu u Novom Pazaru.
Kada je osnovan Mešihat Islamske zajednice u Sandžaku 1993. godine Zukorlić je izabran za muftiju. Reizabran je na izborima 1998. i 2003. godine. Izabran je za predsjednika i glavnog muftiju Mešihata Islamske zajednice u Srbiji 27. ožujka 2007. godine. Na ovu funkciju je ponovo izabran na izborima u srpnju 2008. godine. Bio je osnivač i glavni i odgovorni urednik Glasa islama,  glasila Islamske zajednice u Srbiji. Jedan je od inicijatora osnivanja Izdavačke kuće El Kelimeh,  mekteba za predškolski i školski uzrast, Agencije za sertifikovanje halal kvaliteta, Medija centra, Instituta za izučavanje genocida i zločina, ali i televizije Universa 2008, današnje Sandžak televizije, kao i radija Refref u Novom Pazaru. Osnivač je i prvi rektor Internacionalnog sveučilišta u Novom Pazaru i prvi dekan Fakulteta za Islamske studije u Novom Pazaru. Bio je akademik Bošnjačke akademije znanosti i umjetnosti (BANU).
Mešihat Islamske zajednice u Srbiji je povodom foto-montaže, na kojoj je glavni muftija Muamer Zukorlić prikazan u pravoslavnoj svećeničkoj odori, objavljene u dnevnom listu Blic zatražio od uredništva i vlasnika lista ispriku i "simboličnu nadoknadu od 100 milijuna eura".
Na prvim izravnim izborima za Bošnjačko nacionalno vijeće koji su održani 6. lipnja 2010. godine pojedinačno najveći broj glasova (45—50 %) je osvojila Bošnjačka kulturna zajednica (BKZ) na čijem je čelu bio Muamer ef. Zukorlić. Državni organi Srbije su donijeli odluku o nepriznavanju prava Bošnjačkoj kulturnoj zajednici da samostalno formira Nacionalno vijeće, jer nije osvojila ukupnu većinu glasova.
Usprkos toj odluci Bošnjačka kulturna zajednica (BKZ) je proslavila pobjedu i konstituirala Bošnjačko nacionalno vijeće koje je na sjednici održanoj 25. srpnja 2010. godine usvojilo deklaraciju kojom se bošnjački narod proglašava konstitutivnim narodom u Srbiji. Povodom negiranja prava Bošnjačkoj kulturnoj zajednici da samostalno formira Nacionalno vijeće Zukorlić je 15. lipnja 2010. dao sljedeću izjavu:
Na predsjedničkim izborima u Srbiji 2012. kandidirao se za predsjednika Srbije kao neovisni kandidat, a prema konačnim rezultatima osvojio je 1,39 % glasova. Pred izvanredne parlamentarne izbore 2016, najprije se privremeno odrekao pozicije muftije sandžačkog, kako bi predvodio izbornu listu Bošnjačke demokratske zajednice (BDZ). Ubrzo je podnio i ostavku na tu dužnost i raspoređen je na radno mjesto savjetnika u Mešihatu Islamske zajednice u Srbiji. 
U prosincu 2017. godine Bošnjačka demokratska zajednica (BDZ) Sandžaka preimenovana je u Stranku pravde i pomirenja (SPP), s ciljem proširenja svog djelovanja izvan Sandžaka i ponude programa prihvatljivog Bošnjacima, Srbima i pripadnicima drugih nacionalnih zajednica u Srbiji. Za predsjednika SPP izabran je Muamer Zukorlić.
Na parlamentarnim izborima 2016. izabran je za narodnog poslanika u Skupštini Republike Srbije i izabran za predsjednika Odbora za obrazovanje, znanost, tehnološki razvoj i informatičko društvo.
Iste godine, izabran je za poslanika u Skupštini grada Novog Pazara u razdoblju od 2016. do 2020. godina.
Godine 2019., Muamer Zukorlić je bio glavni protukandidat Huseinu ef. Kavazoviću na izborima za reis-ul-ulemu. Od 373 glasa, Kavazović je dobio 291, a Zukorlić 82. U sazivu srbijanske skupštine 2020. godine, kao lider Stranke pravde i pomirenja bio je potpredsjednik Narodne skupštine Srbije i predsjednik Odbora za obrazovanje i znanost.
Umro je u Novom Pazaru od posljedica srčanog udara, 6. studenoga 2021. godine. Sprovod mu je predvodio reis-ul-ulema Husein ef. Kavazović u Novom Pazaru. Prvobitno je bio pokopan u rodnom mjestu Orlje pokraj Tutina.
Nakon što se početkom 2022. godine u javnosti pojavila sumnja da Zukorlić nije preminuo prirodnom smrću, nego trovanjem, tijelo je ekshumirano. Nakon obdukcije, po želji bošnjačkog naroda ukopan je u haremu Altun-alem džamije u Novom Pazaru.
Po Zukorliću se danas zove džamija u mjestu Ljubinu u Skoplju.

## Vanjske poveznice
- Muamer Zukorlić na mesihat.org